# أرلينيس سوسا
أرلينيس سوسا بينيا (من مواليد 7 مايو 1989) عارضة أزياء دومينيكانية متحدثة باسم لانكوم وظهرت في معرض فيكتوريا سيكريت للأزياء لعام 2008. تزوجت من لاعب كرة السلة المحترف دوني ماكغراث في حفل زفاف على شاطئ البحر في بونتا كانا ، جمهورية الدومينيكان في عام 2015.

## روابط خارجية
- أرلينيس سوسا على موقع IMDb (الإنجليزية)
- أرلينيس سوسا على موقع كينوبويسك (الروسية)
- أرلينيس سوسا على موقع دليل عارضات الأزياء (الإنجليزية)
- أرلينيس سوسا في موديلز.كوم